# Venturia serpentina
Venturia serpentina är en stekelart som beskrevs av Maheshwary 1977. Venturia serpentina ingår i släktet Venturia och familjen brokparasitsteklar. Inga underarter finns listade i Catalogue of Life.